# Nawiedzenie Matki Boskiej
Nawiedzenie Matki Boskiej – amerykański film fabularny z 2006 roku w reżyserii Robby'ego Hensona.

## Fabuła
Pewne małe miasteczko zostaje nawiedzone przez obcego przybysza, posiadającego zdolności uzdrawiające. Mieszkańcy chcą go zdemaskować.

## Obsada
- Edward Furlong – Brandon Nichols
- Martin Donovan – Travis Jordan
- Wendell Wright – Protestancki kaznodzieja
- Ruben Moreno – Arnold Kowalski
- Don Swayze – Abe
- Jesse Corti – Katolicki ksiądz

i inni